# In che mondo stai Beetlejuice?
In che mondo stai Beetlejuice? (Beetlejuice) è una serie animata televisiva canadese-statunitense, liberamente basata sul film Beetlejuice - Spiritello porcello (1988) e sviluppata da Tim Burton, che è stato anche produttore esecutivo. 
Il tema musicale di Danny Elfman nel film è stato arrangiato nella serie animata sempre dallo stesso Elfman. 
La serie è stata trasmessa dal 9 settembre 1989 al 26 ottobre 1991 negli Stati Uniti su ABC e Fox dal 9 settembre 1991 al 6 dicembre 1991. In Italia è stato trasmesso dal 21 settembre 2000 su Italia 1, e in seguito su Boing.
Nel 1990, ha vinto il Daytime Emmy Award nella categoria "miglior programma animato per bambini" (a pari merito con Le nuove avventure di Winnie the Pooh).

## Trama
La premessa e il tono della serie televisiva sono completamente diversi dalla trama del film, al punto che il cartone ricorda solo vagamente la pellicola.
Gli episodi si concentrano sulle disavventure soprannaturali della ragazza gotica Lydia Deetz e del suo amico fantasma Beetlejuice sia nell'aldilà che nel mondo reale, a "Peaceful Pines", un luogo inventato ma teoricamente situato nel New England. L'aldilà della serie televisiva viene chiamato con un meno inquietante, “Assurdopoli" (Neitherworld in lingua originale), una bizzarra parodia del mondo reale.
Nel film Beetlejuice era l'antagonista, che alla fine stava per sposare Lydia, disgustata dall'idea, ma costretta dalle circostanze. Nella serie Beetlejuice è invece un personaggio eroico (assumendo il ruolo di un antieroe) e la sua personalità e la sua volgarità sono state attenuate; viene poi privato di tutti gli atteggiamenti relativi ad allusioni sessuali, salvo chiedere un bacio di tanto in tanto. Inoltre, qui Beetlejuice e Lydia sono amici intimi.
Anche Lydia è sostanzialmente diversa rispetto al film: meno gotica e più solare, con una passione per le cose "orride" come i ragni o i film horror. Inoltre, Lydia, quasi priva di amici nel mondo terreno, cerca rassicurazioni frequentando il più suo caro amico, Beetlejuice. Come nel film, Lydia può chiamare Beetlejuice, o andare nel suo mondo, semplicemente nominandolo tre volte. 
Nella serie compaiono anche Charles e Delia, i genitori di Lydia, anche se Delia nel cartone non è la madre adottiva ma la madre biologica. 
Adam e Barbara Maitland, i protagonisti del film originale, non compaiono nella serie, sostituiti da nuovi personaggi, come lo scheletro Jacques e il ragno Ginger. Beetlejuice abita vicino ai due e li tratta con un certo disprezzo, anche se in realtà prova simpatia per loro. 

## Personaggi e interpreti

### Personaggi umani
- Lydia Deetz: Deuteragonista, è una ragazza gotica con la pelle chiara e i capelli neri che è inizialmente quattordicenne, ma responsabile ed emotivamente matura per la sua età. E' una ragazza creativa, brillante, acuta e allo stesso tempo eccentrica e simpatica. Nonostante la sua bellezza, è evitata dai più poiché le piacciono animali selvatici di ogni tipo (dagli insetti ai ragni, dalle puzzole ai fringuelli) e le cose macabre, ma anche tutto ciò che è (come nella sua incarnazione cinematografica) "strano e insolito", incluso leggere classici della letteratura gotica come le opere di Edgar Allan Poe e Stephen King. Forse per questo motivo, è l'unica umana (almeno nella serie) a conoscere Beetlejuice e Assurdopoli. La sua visione unica sulla vita la fa distinguere dalle altre studentesse, trovando difficile adattarsi bene con la maggior parte dei suoi compagni di classe. Per alleviare la noia, o per risolvere un problema, fa appello al suo più caro amico, Beetlejuice, ad Assurdopoli, dove è accettata e amata per quello che è. Nonostante ciò, Lydia è anche una ragazza allegra, estroversa, educata, amichevole e paziente. Ha diversi talenti in varie attività, tra cui la fotografia, l'entomologia, il cucito, l'arte e la meccanica dei veicoli, e ha una forte sensibilità per le questioni ambientali, fino al punto di incatenarsi a un albero, che Beetlejuice ha presto dato vita per salvarlo dall'abbattimento. Lydia è la migliore amica di Beetlejuice e negli eventi dell'episodio pilota viene rivelato che lei e Beetlejuice si conoscono già da un anno, poiché stanno celebrando il loro primo anniversario di amicizia. Quando visita Assurdopoli, Lydia indossa un poncho rosso con motivo a ragnatela sopra una tutina nera. Beetlejuice la chiama spesso "Lyds" o "Babs" ("Pupa" nel doppiaggio italiano), anche se di tanto in tanto usa il suo nome completo, come quando è spaventato, divertito o preoccupato per lei. Lydia sa come evocare Beetlejuice alla sua presenza o farsi strada verso la sua: pronunciando il suo nome tre volte. Di tanto in tanto viene mostrata mentre fa uso di un rituale più lungo ed elaborato usando il suddetto canto di quattro versi per portarlo fuori da Assurdopoli o mandarvi dentro, ma questa non sembra essere una necessità. Essendo la più calma e logica del duo, Lydia funge da voce della ragione per Beetlejuice, che la adora e farebbe qualsiasi cosa per renderla felice. Avendo trovato uno spirito affine di Beetlejuice, Lydia lo ammira in molti modi, compresa la sua capacità di farla ridere e i suoi 101 modi di mangiare gli scarafaggi e, viene rivelato che se non lo avesse mai incontrato, sarebbe rimasta una reclusa sociale e non avrebbe avuto la sicurezza per resistere al bullismo di Claire Brewster, dimostrando che l'amicizia e la dedizione di Beetlejuice nei suoi confronti sono la fonte della sua autostima. Sebbene la maggior parte delle buffonate di Beetlejuice siano motivate dal divertimento personale piuttosto che dalla malizia, i suoi scherzi su Lydia sono più moderati e può diventare sinceramente ostile se Lydia viene minacciata e chiunque possa plausibilmente minacciare la loro relazione. Questi sono gli oggetti della profonda gelosia e del risentimento di Beetlejuice, ma Lydia non mostra mai alcun interesse romantico per nessun altro tranne che per il principe Vince, e questo si trasforma rapidamente in una vera e propria amicizia. Voce di Laura Lenghi.
- Charles Deetz: È il padre di Lydia, più vicino alla figlia di quanto non lo sia sua moglie Delia. Charles è in parte lo stereotipo del padre americano, ma di carattere è di solito nervoso e gli piace che tutto sia calmo. È spesso vittima degli scherzi di Beetlejuice; nonostante questo, Beetlejuice è stranamente affezionato a lui, probabilmente perché è una delle poche persone del mondo reale che cadono sempre nei suoi scherzi. È allergico ai cani e pratica come hobby l'ornitologia e il baseball.
- Delia Deetz: È la moglie di Charles e la madre di Lydia. Delia è una yuppie eccentrica, distratta e un po' egocentrica, i cui lavori sono spesso poco graditi dai viventi, ma molto apprezzati da Beetlejuice. Inoltre, per via della sua natura di artista surrealista, non si spaventa facilmente quanto il marito. Nonostante mantiene un rapporto stretto con Lydia, a volte le due non vanno d'accordo. Mentre parla di voler esprimere la sua creatività, cerca anche di convincere Lydia ad abbandonare il suo amore per le cose morte e a concentrarsi su cose carine e normali.
- Percy: È il gatto domestico della famiglia Deetz. È molto nervoso e affezionato a Charles. Come il padrone, è vittima degli scherzi di Beetlejuice. Una volta finisce accidentalmente ad Assurdopoli, un'esperienza che gli fa rizzare il pelo.
- Zia Zippora: È la zia di Lydia e sorella di Delia. Come aspetto e comportamento è molto ricca e snob e non vede di buon occhio la nipote Lydia.
- Zio Clyde: È lo zio di Lydia e fratello di Charles. Di professione è un folle ventriloquo.
- Nonna Deetz: È la nonna di Lydia e madre di Charles e Clyde Deetz. Come aspetto e comportamento è molto simile alla nipote Lydia.
- Bertha e Prudence: sono due compagne di classe di Lydia e le sue uniche amiche nel mondo reale. Sono spesso spaventate dalle stranezze di Lydia e alcune volte sono finite anche loro ad Assurdopoli. Bertha è alta, allampanata e ha un'overbite, ama leggere riviste per adolescenti e mangiare patatine, e condivide la passione di Lydia per le cose strane e insolite. Prudence è molto più piccola di Bertha, ama leggere ed è la meno coraggiosa e la meno sicura di sé delle due; sebbene va d'accordo con Lydia e condivide la sua passione, non le piacciono le cose troppo spaventose.
- Claire Brewster: è una compagna di classe di Lydia, Bertha e Prudence ed è lo stereotipo della classica ragazzina bionda, carina e viziata. Rampolla di una famiglia benestante, funge da principale antagonista di Lydia. Claire è una narcisista che crede di essere la ragazza più carina e più popolare della scuola, cercando sempre di essere al centro dell'attenzione. Oltre ad essere apertamente vanitosa, è anche impenitente, antipatica ed egoista, apparentemente senza alcuna qualità di riscatto. Cerca sempre di superare o mettere in imbarazzo Lydia per il suo aspetto e le sue abitudini, e per questo è una delle tante vittime degli scherzi di Beetlejuice.

### Abitanti di Assurdopoli
- Beetlejuice: Protagonista del cartone, è un fantasma sfacciato, rozzo, allegro, cordiale e un po' pazzo a cui piace mangiare insetti, che vive ad Assurdopoli, in una casa chiamata Roadhouse, dove è conosciuto come un burlone dall'umorismo scandaloso. In realtà, questo è l'ultimo dei suoi problemi; secondo la sua migliore amica Lydia, "non è cambiato" dal giorno in cui l'ha incontrata, come è ovvio da quanto sporco tende ad essere (e gli piace essere), e da quanto sia irritato dal fatto che lui abbia lo stesso problema che aveva nel film: quando vuole lasciare Assurdopoli, può entrare solo parzialmente nel mondo dei vivi, e per farlo completamente basta che qualcuno lo nomini per tre volte. Sfortunatamente per lui, mandarlo indietro è fatto allo stesso modo. Beetlejuice è in grado di fluttuare nell'aria e attraversare i muri quando vuole, ma ha una varietà di poteri magici che di solito usa per trasformare sé stesso, Lydia, l'ambiente circostante o altre persone. Occasionalmente si traveste tra gli umani, come interagendo con i genitori di Lydia sotto gli alias "Signor Beetleman" (un tuttofare e un ristoratore) e "Betty Juice" (una ragazza adolescente). Quasi tutte le sue trasformazioni mantengono il motivo a strisce bianche e nere che ha sul suo vestito. Quindi può cambiare forma, trasformarsi, teletrasportarsi ed evocare oggetti, e usa questi poteri per fare spesso giochi di parole e battute, sebbene i suoi poteri possano essere ridotti da varie circostanze, come quando prova paura o quando la sua testa viene separata dal suo corpo. Il passatempo principale di Beetlejuice è fare vari scherzi che causano imbarazzo o danno sia ad Assurdopoli che nel mondo dei vivi, ma i suoi scherzi su Lydia sono fatti solo per prenderla in giro, il che dimostra che ci tiene a lei. Lydia aiuta spesso Beetlejuice a risolvere i suoi problemi e, per sua stessa ammissione, lui farebbe qualsiasi cosa per lei. Beetlejuice escogita costantemente anche truffe per arricchirsi rapidamente, poiché teme di dover trovare un lavoro e non è disposto a fermarsi anche quando gli altri glielo dicono. Nonostante questo atteggiamento cinico e infantile, oltre alla sua cattiva abitudine a comportarsi da stupido, Beetlejuice può essere perspicace, poiché recita spesso citazioni di importanza filosofica e umanitaria. L'unica cosa conosciuta di cui Beetlejuice ha paura sono i vermi delle sabbie, così tanto che non è in grado di usare i suoi poteri quando li incontra. Tuttavia, in alcune occasioni, Beetlejuice è riuscito a vincere la sua paura e usare la sua magia per combatterli; questo di solito è grazie all'incoraggiamento di Lydia, o se qualcun altro è in pericolo. Voce di Piero Tiberi.
- Jacques: Uno scheletro vivente di origine francese che abita con Beetlejuice ad Assurdopoli. È molto educato e cerca di andare d'accordo con Beetlejuice. Nonostante sia privo di muscoli, la sua passione è il Bodybuilding. Una gag in frequente nella serie prevede che Jacques venga rotto in pezzi, spesso a causa di Beetlejuice, che procederà quindi a chiamare su di lui dei cani casuali. Nonostante tali buffonate, a Jacques piace davvero Beetlejuice e viene rivelato che Beetlejuice lo ricambia nonostante lo neghi con veemenza. Persegue il sogno di diventare un grande bodybuilder, un'impresa per lo più comica poiché non ha muscoli né un corpo a cui dedicarsi fitness, un fatto di cui è molto consapevole ma a prescindere non prende in considerazione. Voce di Fabrizio Mazzotta.
- Ginger: È un'altra coinquilina e amica di Beetlejuice ad Assurdopoli, insieme a Jacques. È una ingenua ed emotiva femmina di ragno con la passione del Tip-tap. Ha un atteggiamento positivo ma a volte è un po' fastidioso. Sogna di diventare un giorno una famosa ballerina di tip-tap e può essere molto sensibile agli scherzi. Sebbene sia una delle creature più innocenti di Assurdopoli, ha ammesso di aver rubato alcuni passi di danza ad altri ballerini vivi e morti. Il suo nome è un riferimento all'attrice e ballerina Ginger Rogers.
- Il Mostro dall'altra parte della strada: un alto e peloso mostro che indossa un cappello da cowboy e stivali con speroni. Non sopporta Beetlejuice, ma si riferisce a Lydia educatamente come "Miss Lydia", spesso togliendosi il cappello in sua presenza. Parla con un accento esagerato occidentale. Vive vicino a Beetlejuice in una casa che si presenta come il cranio di una bufala gigantesca.  Assomiglia a Gossamer dei Looney Tunes. Ha anche un nipotino chiamato "il piccolo mostro da dietro l'angolo" ed ha una fidanzata uguale di carattere e aspetto a lui.
- Poopsie: è l'amato cane del Mostro dall'altra parte della strada e una delle vittime preferite di Beetlejuice. Come il suo padrone, non sopporta Beetlejuice, ma vuole bene a Lydia che lo coccola sempre.
- Principe Vince: È il governatore di Assurdopoli. Come aspetto, Prince sembra una caricatura di Johnny Depp mista con il personaggio di Vincent Malloy (il protagonista del cortometraggio di Tim Burton de Vincent). Prince di carattere è pessimista e negativo fino a che non ha incontrato Lydia, innamorandosi di lei. Lydia però rinuncia a sposarlo e quindi Prince rimane solo un suo amico, diventando però più ottimista e contento nel corso della serie.
- Mr. e Miss Juice: Nat e Bea juice sono i genitori di Beetlejuice. Nat ricorda il Mostro di Frankenstein, mentre Bea lo stereotipo della donna anziana. A differenza del folle figlio, sono più ordinati, puliti e tranquilli ciò nonostante vogliono comunque molto bene a Beetlejuice.
- Doomie: è la macchina che Beetlejuice e Lydia hanno costruito insieme per avere un mezzo di trasporto con cui girare meglio per Assurdopoli. Doomie è in grado di provare sentimenti e vuole molto bene ai suoi due padroni.
- Zio Sid: È lo zio di Beetlejuice ed è convinto che Lydia sia la fidanzata del Nipote. Sid adora dire battute orride (infatti ricalca di buon grado Clyde, lo zio di Lydia).
- Donnyjuice: È il fratellino di Beetlejuice. Donnyjuice è del tutto diverso dal fratellone: è pulito, calmo e gentile con tutti. Nella serie ricopre il ruolo del "Personaggio smielato e irritante" (come ad esempio Pat Boone o Ned Flanders).
- Vermi delle sabbie: Le creature che Beetlejuice odia e teme più di ogni altra cosa al mondo. Vivono su Saturno e, in quanto predatori alfa, mangiano tutto ciò che riescono a catturare. Sono più grandi di una giraffa e depongono le uova.

## Episodi
Nell'edizione italiana è stata trasmessa solo la prima stagione.

### Prima stagione
1. L'anniversario (Critters Sitters): Beetlejuice ottiene un lavoro di baby-sitting. Ma i bambini di Assurdopoli sono un po 'più potenti di quelli normali e Beetlejuice viene trascinato davanti al giudice Mental per una lunga serie di reati.
2. 24 ore dello schifo (The Big Face-Off): Beetlejuice e Lydia competono contro i sovrani Re e Regina di Disgusto in un popolare programma televisivo di Assurdopoli
3. Tutti abbiamo uno scheletro nell'armadio (Skeletons In the Closet): gli scheletri nell'armadio di Beetlejuice si sono accumulati così tanto nel corso degli anni che l'armadio alla fine esplode.
4. A Dandy Handy Man: Lydia si sta preparando per il grande show fotografico, ma non riesce a decidere quale delle sue foto sia la migliore. Beetlejuice ama tutto il suo lavoro e decide che vuole comprare qualunque foto lei scelga, ma non ha soldi.
5. Lontano dagli occhi lontano dal cuore (Out of My Mind): Beetlejuice e Lydia litigano dopo che Beetlejuice la mette nei guai per aver fatto uno scherzo ai suoi genitori coinvolgendo gli spaghetti di Delia. Lydia bandisce il fantasma ad Assurdopoli. Beetlejuice, disperato, ammette che non riesce a togliersi Lydia dalla testa e accidentalmente la teletrasporta lì. Lydia si incontra con la Forza di Volontà di Beetlejuice e con il prepotente Scherzostein.
6. Giulietta e Romeo (Stage Fright): La scuola di Miss Shannon sta mettendo su Romeo e Giulietta, e Lydia cerca di ottenere la parte di Giulietta. Ma anche Claire la vuole e sabota l'audizione di Lydia per ottenere il ruolo. Per vendetta, Lydia diventa la costumista e disegna un costume che sa che Claire odierà, ma anche Beetlejuice ha i suoi piani di vendetta.
7. Spooky Tree: L'albero preferito di Lydia, Spooky, è destinato ad essere abbattuto in modo che la strada possa essere allargata. Beetlejuice, in un impeto di generosità, concede a Spooky il dono della locomozione, permettendo alla pianta di correre attraverso la città.
8. Halloween (Laugh Of The Party): È Halloween e Claire sta lanciando la più grande festa a Peaceful Pines fino a quando Lydia annuncia che anche lei organizzerà una festa. Ma ci sono alcuni problemi: tutto quello che deve indossare è un costume da coniglio rosa, non ci sono cibo o decorazioni e nessuno sta arrivando.
9. Un cucciolo di verme (Worm Welcome): Beetlejuice ha un incontro con un nido di Vermi della Sabbia e Lydia lo chiama accidentalmente da Assurdopoli mentre è in contatto con essi, quindi si teletrasportano tutti nel mondo dei vivi.
10. Problemi di Condominio (Bad Neighbor) Beetlejuice: I vicini di Beetlejuice lo cacciano, quindi cerca di essere un "buon vicino". Ma sfortunatamente, l'idea di Beetlejuice di un buon vicino non è esattamente la stessa dei suoi amici.
11. Campeggio (Campfire Ghouls): Beetlejuice (travestito da Betty Juice), Lydia, Bertha e Prudence si accampano nei boschi di Assurdopoli.
12. Pest O'The West: Beetlejuice porta Lydia in un viaggio in una città del selvaggio west, dove i locali fanno di Beetlejuice il loro nuovo sceriffo.
13. Bizarre Bazaar: La signorina Shannon sceglie Lydia e Claire per dirigere la casa infestata di quest'anno al bazar. Lydia ha delle idee buone e spaventose, ma Claire ha altri piani e rovina tutto.
14. Pat On the Back: Beetlejuice dice che merita una "pacca sulla spalla" e ne ottiene una, ma da un ragazzino strano con un accento irlandese che in realtà cresce dalla sua schiena.
15. Poopsie: Il Mostro dall'altra parte della strada sta per tenere una convention di Mostri dall'altra parte della strada e lascia Poopsie a cura di Beetlejuice per tutto il giorno.
16. It's the Pits: Beetlejuice si rende famoso come musicista delle ascelle e butta fuori al freddo i suoi amici.
17. Prince Of The Neitherworld: Il Principe di Assurdopoli, Vince, si innamora di Lydia e chiede a Beetlejuice un aiuto per conquistare il suo cuore.
18. Quite While You're A Head: La testa di Beetlejuice viene rapita dai cacciatori di teste.
19. Cousin B.J: Zia Zippora, Zio Danport, Zia May e Zio Clyde vengono a trovarci.
20. Beetlejuice's Parents: Lydia e Beetlejuice vanno a trovare i genitori di quest'ultimo. Sua madre è una maniaca dell'ordine e suo padre è un maniaco del lavoro.

### Seconda stagione
1. Dragster Of Doom: Beetlejuice e Lydia decidono che è tempo per loro di avere una macchina per sé, quindi ricostruiscono un rimorchio che trovano in un cantiere di demolizione ad Assurdopoli. Ma BJ consegna a Lydia un carburatore "anormale" per l'installazione e anche se l'auto che creano sembra normale all'inizio, diventa presto evidente che sia "anormale".
2. Scare And Scare Alike: È lo Scary-Fool's Day ad Assurdopoli e BJ e Lydia stanno cercando di superarsi a vicenda, ma un Verme della Sabbia rovina i festeggiamenti.
3. Spooky Boo-tique: La moda inquietante di Lydia conquista un posto nel centro commerciale Peaceful Pines Mondo. Solo che nessuno è interessato a comprare. Quindi Mr. Beetleman manda un messaggio ipnotico sulle onde radio.
4. Driven Crazy: Beetlejuice, Lydia e Doomie entrano nel Groan Prix di Assurdopoli, dove affrontano Scuzzo e Fuzzo.
5. Scummer Vacation: I genitori di Lydia vogliono andare in vacanza, quindi Beetlejuice, fingendosi Mr. Beetleman, offre i suoi servizi come guida turistica ad Assurdopoli in modo che lui e Lydia possano trascorrere insieme le vacanze estive.
6. Bewitched, Bothered & Beetlejuice: È Halloween, e Lydia trascorre la notte ad Assurdopoli. Sfortunatamente, Percy la segue e viene rapito da una strega e portato al Ballo delle Streghe. Beetlejuice e Lydia devono mascherarsi come streghe per intrufolarsi e riprendere Percy.
7. Dr. Beetle et Mr. Juice: Beetlejuice inventa un profumo che cambia la personalità di chiunque ci entri in contatto, trasformandolo nel suo opposto. Quando viene spruzzata su Lydia, diventa una criminale violenta, e portandosi dietro Beetlejuice provoca più distruzione ad Assurdopoli di quanto non sia mai stata causata da BJ stesso.
8. Running Scared: Beetlejuice (nei panni di Betty Juice) concorre per diventare il rappresentante d'istituto contro Claire, mentre Lydia guarda impotente.
9. The Really Odd Couple: Quando Beetlejuice fa esplodere la casa del Mostro dall'altra parte della strada, è obbligato ad accogliere il Mostro e Poopsie, o Jacques e Ginger lo denunceranno. Nel tentativo di liberarsi dei suoi coinquilini indesiderati, BJ cerca di ricostruire la casa del Mostro per lui, mentre al Mostro inizia a piacere il Roadhouse.
10. A-Ha!: Quando Doomie scompare, BJ diventa il famoso detective di Assurdopoli Sherlock Homely per rintracciarlo.
11. Uncle B.J.'s Roadhouse: Beetlejuice ospita uno spettacolo per bambini stile Pee-wee Playhouse.
12. Scarecrow: Beetlejuice accetta un lavoro come spaventapasseri in una fattoria di coleotteri.
13. The Son Dad Never Had: Quando Lydia è troppo impegnata per passare del tempo con suo padre, Beetlejuice diventa il cugino BJ e si accolla Charles per stare un po' con lui.

### Terza stagione
1. Mom's Best Friend: Quando Beetlejuice indossa il guinzaglio mentre è in forma di cane, rimane bloccato in quel modo. Lydia lo chiama del mondo dei vivi dove Delia lo adotta come il cane che ha sempre desiderato.
2. Back To School Ghoul: La licenza di Beetlejuice di far impazzire la gente viene revocata, poiché non ha terminato l'asilo. Dunque Lydia deve aiutarlo per diplomarsi all'asilo e riconquistare la patente.
3. Doomie's Romance: Doomie si innamora della macchina rosa del sindaco. Il lato negativo è che Pinky non è viva come Doomie. Oltre a ciò, sia Beetlejuice che il sindaco Mayorot sono contrari alla relazione.
4. Ghost To Ghost: Delia tiene una seduta spiritica e convoca l'attore preferito (deceduto) di Lydia, Boris to Death. Sebbene Lydia sia entusiasta della visita, un geloso BJ non è molto contento. Ma quando Boris rivela il suo piano malvagio di cacciare i Deetzes dalla loro casa, Lydia deve cambiare opinione.
5. Spitting Image: Quando BJ viene diviso mentre si trova in forma di ameba, Lydia si ritrova la stranezza raddoppiata come al solito. E serve solo a dimostrare che nessuno può andare d'accordo con Beetlejuice, nemmeno sé stesso.
6. Awards To the Wise: Quando le persone intorno a lui iniziano a vincere premi, Beetlejuice decide che ne vuole uno anche lui, ma non sarà una cosa facile.
7. The Prince Of Rock'N Roll: Il principe Vince desidera che i suoi sudditi lo amino, quindi decide di diventare una star del rock and roll. Ma la sua musica è così triste che tutti la detestano. Per non ferire i suoi sentimenti, Lydia gli dice che la sua musica è meravigliosa, così Vince inizia un lungo tour. Con l'intera Assurdopoli depressa, arriva il momento per Lydia di dire a Vince la verità.
8. A Ghoul & His Money: Beetlejuice vince un sacco di soldi sotto una condizione: non può più fare scherzi a nessuno o il denaro viene revocato. La situazione è abbracciata calorosamente dai ricconi aristocratici di Assurdopoli.
9. Brides Of Funkenstein: È la Battaglia tra Band: la band di Lydia, Le Mogli di Funkenstein, e la band di Claire, Le Clairenette. Si deve quindi stabilire quale band si esibirà al mixer scolastico annuale.
10. Beetledude: I Deetz hanno nuovi vicini, e il nuovo bambino, Ramon, vuole essere come Mr. Beetleman. Ma è molto più difficile uscire dai guai dopo aver disgustato le persone quando non hai la magia, quindi Lydia è costretta a istruire BJ a "de-Beetlejuiceare" Ramon.
11. The Farmer In the Smell: Lydia si dirige verso la fattoria di zia May e zio Clyde e Beetlejuice prende il nome di Mr. Beetleman.

### Quarta stagione
1. You're History: Beetlejuice fa apparire una serie di famosi personaggi storici morti su Assurdopoli TV.
2. Raging Skull: Jacques cerca di realizzare il suo sogno di diventare Mr. Assurdopoli, con un solo ostacolo: Armhold Musclehugger, l'attuale Re del Fitness.
3. Sore Feet: I piedi di Beetlejuice decidono di non essere trattati come si deve e di partire da soli. BJ deve trovarli prima che si mettano nei guai.
4. Fast Food: Il Frankenburgers di BJ e Lydia contro il Burger del Clown Scuzzo nella più grande battaglia di fast food del secolo.
5. Queasy Rider: Beetlejuice si stanca della tendenza di Doomie ad essere gentile, così costruisce un nuovo veicolo: Road Hawg, il chopper più cattivo in circolazione, ma Doomie è l'unico che può salvare BJ dalla nuova e pericolosa banda di Road Hawg.
6. How Green Is My Gallery: L'arte di Delia è un flop in Peaceful Pines, quindi Lydia e BJ decidono di portare Delia in una colonia artistica di Assurdopoli, dove la sua arte sarà veramente apprezzata.
7. Keeping Up With The Boneses: Quando i nuovi e ricchi vicini di BJ si trasferiscono, Beetlejuice esce e si procura una Carta Monster Charge in modo che possa avere una casa più grande. Ma quando arrivano i possessori, BJ deve fare una scelta difficile.
8. Pranks For The Memories: BJ ha il cervello di Scuzzo, Scuzzo non ha cervello, e il cervello di Beetlejuice è fuori per governare Assurdopoli.
9. Caddy Shock: Lydia è bloccata in competizione con Claire nel campo da golf della sua scuola P.E. Certo, e Claire è la campionessa di golf di Peaceful Pines. Nel tentativo di aiutare Lydia a uscire, BJ teleporta Claire in un country club di Assurdopoli, dove viene trasformata in un trofeo di golf. Ora Beetlejuice e Lydia devono vincere il torneo di golf e recuperare Claire.
10. Two Heads Are Better Than One: Beetlejuice dice la cosa sbagliata e ora la sua testa è sul corpo del Mostro dall'altra parte della strada, ora il Mostro ha due teste e il corpo di BJ è lasciato a vagare.
11. Beauty & The Beetle: Per coincidenza lo stesso giorno in cui Lydia ha dei dubbi sulla sua bellezza, la grande bestia Thing Thong, che ruba cose belle perché sente di essere lui stesso brutto, la rapisce. Mentre Lydia aiuta Thong a trovare fiducia in se stesso, Beetlejuice cerca di salvarla sotto le spoglie del famoso avventuriero Grimdiana Bones.
12. Creepy Cookies: Quando Lydia si unisce alle Happy Faced Girls, Beetlejuice ride, fino a quando scopre quanti soldi può portare vedere biscotti. Si precipita ad Assurdopoli dove assembla i Ghoul di Sappy Face e dà loro alcuni dei suoi biscotti fatti in casa da vendere in Peaceful Pines.
13. Poe Pourri: Edgar Allan Poe arriva alla Roadhouse di BJ alla ricerca della sua Lenore perduta. Ciò è seguito da una serie di incubi di Beetlejuice che sono liberamente ispirati alle opere di Poe.
14. Ears Looking At You: Una parodia di Sam Spade insieme a due orecchie tagliate fuori da una fortuna di famiglia.
15. Beetlebones: Lo scheletro sofisticato di Beetlejuice esce dalla sua pelle e fugge. Lydia, Jacques e la pelle di BJ devono riprendere i Beetlebones prima che la Skeleton Crew lo faccia.
16. Smell A Thon: Quando BJ scopre il Salva-Le-Balene Telethon in cui Lydia è coinvolta, gli viene un'idea: tenere il suo telethon e fare una fortuna. Quindi dà vita al Salvate-La-Puzza Theleton fino a quando inizia a credere nella sua causa. Quando il denaro di Telethon scompare misteriosamente, l'opinione pubblica si scaglia apertamente contro Beetlejuice.
17. The Miss Beauty Juice Pageant: Beetlejuice vuole entrare nel primo spettacolo di bellezza di Assurdopoli, ma viene rifiutato perché è un uomo. Determinato a vincere il premio, BJ lancia una campagna "Anche gli uomini sono belli", seguita da una campagna "Anche far schifo è bello". Finalmente lo spettacolo è aperto a tutti. Ma dato che tutti partecipano, nessuno rimane a guardarlo.
18. Sappiest Place On Earth: Quando l'uscita delle Happy Face Girls viene interrotta a causa della pioggia, BJ (come Denmother MacCree) li porta a Grislyland, il nuovo parco a tema di Assurdopoli. Ma il personaggio dei cartoni animati del patron di Grislyland, il malvagio Bartholomew Batt, è pronto per un'attività redditizia.
19. Brinkadoom: BJ, Lydia e Doomie cadono accidentalmente in Brinkadoom, un villaggio maledetto che scompare per un'eternità non appena tutti i suoi abitanti si addormentano.
20. Foreign Exchange: Quando una bella studentessa scandinava arriva alla scuola della signorina Shannon, Claire esplode di invidia finché non allevia la sua furia mettendo in imbarazzo la studentessa di fronte a tutti. Per pareggiare, Lydia e BJ mandano Claire a diventare una studentessa ad Assurdopoli.
21. Family Scarelooms: I genitori di BJ vogliono unirsi alla Società Delle Famiglie Più Antiche e Modeste di Assurdopoli, ma hanno bisogno dello stemma della famiglia Juice per dimostrare il loro lignaggio. Sfortunatamente, lo stemma è da qualche parte nella stanza di Beetlejuice, che non è mai stata pulita.
22. Them Bones, Them Funny Bones!: Lydia è al MC alla talent night della sua scuola, ma ha paura che non sia abbastanza divertente. Quindi BJ le presta la sua vena comica.
23. Hotel Hello: Charles ha bisogno di un fine settimana per rilassarsi, quindi Mr. Beetleman porta i Deetz all'Hotel Hello ad Assurdopoli. Ma Charles sottolinea ogni piccola cosa, e c'è un vampiro che desidera il collo di Delia, cosa che rovina la vacanza.
24. Goody Two Shoes: È il Giorno del Buon Vicinato ad Assurdopoli, quando essere gentili è una legge. Naturalmente, BJ non lo celebrerà e causerà problemi che attirano Goody Due Scarpe, una fata dell'Ufficio della Dolcezza e del Perbenismo. Con un'ondata della sua bacchetta, Goody trasforma tutti in abitanti del vicinato di Mister Rogers nel tentativo di aiutare.
25. Vidiots: Un videogioco chiamato Scourge spedisce Lydia e Beetlejuice nel cyberspazio, ma devono superare in astuzia il computer se sperano di scappare.
26. Ship Of Ghouls: Beetlejuice vince illegalmente due biglietti per una crociera sull'oceano e porta Lydia in una strana vacanza in alto mare.
27. Poultrygeist: Un pollo avanzato nel frigo di BJ diventa zombie e infesta la Roadhouse nella forma del temuto spettro Poultrygeist. Beetlejuice e Lydia riusciranno quindi a bandirlo.
28. It's A Wonderfull Afterlife!: Beetlejuice ha una giornata storta e desidera di non aver mai incontrato nessuno dei suoi amici. Clarence Sale si presenta e gli mostra cosa sarebbe il mondo e il mondo reale senza di lui. Vedere Lydia infelice e senza amici convince BJ a cambiare idea, e Clarence è ricompensato per il suo problema con una nuova macchina lucida.
29. Ghost Writer In The Sky: Beetlejuice pubblica la sua auto-mortografia ed è considerato uno dei migliori autori di tutti i tempi. Ma le bugie che racconta dei suoi amici nel libro tornano a perseguitarlo senza via di scampo.
30. Cabin Fever: Dopo aver passato tutto il giorno a curare Lydia del suo morbillo, Beetlejuice si prende la claustrofobia e poi viene messo in quarantena alla Roadhouse. Lydia vorrebbe aiutare BJ a superare la claustrofobia, ma anche lei non può uscire di casa.
31. Highs Ghoul Confidential: Mentre sfoglia l'annuario del liceo di Beetlejuice, Lydia è sbalordita nello scoprire che il suo migliore amico non era altri che il Re del Ballo di Fine Anno. Lei supplica BJ per la storia, e lui le racconta una storia folle.
32. Rotten Sport: Beetlejuice recluta Lydia per allenare il Team BJ nei giochi di Neitherworld All-Ghoul. Ma la squadra è senza speranza e l'opposizione è forte. Lydia riesce però a motivare i suoi amici abbastanza da sognare di vincere, in particolare Beetlejuice, che dedica tutto il suo tempo all'approvazione dei prodotti.
33. Mr. Beetlejuice Goes To Town: Quando il sindaco Mayorot minaccia di abbattere la Roadhouse per fare spazio a una nuova superstrada, Beetlejuice si candida a sindaco e vince. Ma è presto evidente che BJ è un sindaco ancora più corrotto rispetto all'ultimo, e tocca ai suoi amici farlo imputare prima che la situazione gli sfugga di mano.
34. Time Flies: È l'anniversario del giorno in cui Beetlejuice e Lydia si sono incontrati e BJ regala a Lydia un orologio. Ma il tempo vola, e Beetlejuice e Lydia seguono l'orologio sfuggito attraverso le Sabbie del Tempo, dove incontrano Nonno Tempo. BJ fa venire al nonno un attacco di tosse, creando il caos nel flusso del Tempo. Devono ripristinare il tempo o nulla sarà più lo stesso.
35. To Beetle Or Not Beetle: Lydia deve scrivere un articolo su William Shakespeare per la sua lezione d'inglese, ma non riesce a capire le sue opere. Quindi BJ la porta nel mondo dei mondi per incontrare i personaggi del signor Shakespeare, che risultano piuttosto insoddisfatti dei loro ruoli. Quando rapiscono Lydia e cercano di costringerla a riscrivere i loro spettacoli, BJ deve salvarla; poi tocca a tutti e due curare Shakespeare del suo monumentale blocco dello scrittore.
36. A Star Is Bored: Beetlejuice diventa la più grande star del cinema di Assurdopoli, e scopre che essere famosi non è bello come credeva. Lydia quindi deve aiutarlo a tornare in povertà dandogli una regolata.
37. Oh Brother!: Il fratello minore perfetto di Beetlejuice, Donnyjuice, viene a visitarlo, facendo sentire BJ depresso e solo. Donny e Lydia cercano di rallegrare Beetlejuice prima che faccia qualcosa di drastico.
38. Snugglejuice: È il giorno del Beffamento nel mondo di Assurdopoli e il rivale di Beetlejuice, Germs Pondscum, ha intenzione di battere BJ per il titolo del Gran Burlone. Pondscum si dimostra meschino e sleale quando incolpa Beetlejuice di un crimine che non ha commesso e lo fa condannare alla riabilitazione ad Assurdolandia. Beetlejuice viene fuori dalla riabilitazione come Snugglejuice, l'essere più carino di Assurdopoli.
39. In The Schticks: Quando Beetlejuice e Lydia esagerano con uno scherzo, Lydia viene condannata a lavare i piatti presso l'Ultimo Resort sul fiume Schick. Beetlejuice, ossessionato dai ricordi di suo zio Sid e della zia Irma, che lo portavano all'Ultimo Resort da bambino, si precipita in soccorso di Lydia.
40. Recipe For Desaster: L'insalata Caesar di Lydia prende vita e tenta di conquistare Assurdopoli con la sua legione di verdure rozze.
41. Substitute Creature: Lydia esprime l'insensato desiderio che Beetlejuice possa insegnare alla sua classe per un giorno, e lui glielo concede. Porta Lydia, Claire, Bertha e Prudence in un viaggio a "Historyland" ad Assurdopoli, dove invece della storia, imparano a non fidarsi mai di un professore in abito a righe.
42. Ghoul Of My Dreams: Il Mostro e la Mostra dall'altra parte della strada hanno problemi di coppia, e Beetlejuice approfitta della situazione spifferando i loro problemi in un programma televisivo molto apprezzato.
43. Prairie Strife: Beetlejuice eredita la fattoria del latte di sua zia Em, situata nel selvaggio West. Ma il famigerato fuorilegge Jesse Germs ha minacciato la gente del posto.
44. Moby Richard: Beetlejuice e Lydia mettono in scena "Tragedie Disastrose" e decidono di fare Moby-Dick come loro primo episodio. Ma Moby "Richard" si rifiuta di cambiare la storia classica per soddisfare i capricci di Beetlejuice, e se ne va. BJ lascia che il personaggio del Capitano Achab prenda il comando e guidi gli altri in una missione attraverso le Lande dei Vermi della Sabbia per vendicarsi della balena.
45. The Unnatural: La squadra di BJ contro la squadra di Scuzzo a baseball. Dopo alcune battute d'arresto, diventano Beetlejuice e Lydia tutti soli contro l'intera squadra di Scuzzo.
46. Forget Me Nuts: Beetlejuice perde la memoria dopo essere stato colpito alla testa da un satellite, quindi Lydia lo porta a visitare dal Dr. Zigmund Void. Il Dr. Void crea un clone di BJ, e insieme a lui e Lydia entrano nel corpo di BJ addormentato, restringendo un sottomarino. Devono scoprire cosa sta causando l'incapacità di BJ di accedere alla sua memoria prima che scada il tempo e tornino alle dimensioni normali.
47. The Birdbrain Of Alcatraz: Scuzzo incrimina Beetlejuice per aver rubato brutti scherzi, e lo fa spedire in prigione. Spetta a Lydia raccogliere le prove di cui ha bisogno per far scagionare Beetlejuice e poi chiedere al Governatore di ascoltare la sua storia. Nel frattempo, BJ si confronta con la prigione sotto l'inquietante vigilanza di Warden June Cleaver.
48. Generally Hysterical Hopital: Lydia si fa male ad un piede, ma ha paura degli ospedali. Così Beetlejuice la porta nell'ospedale di Assurdopoli, dove verrà scambiato per un dottore... E dovrà operare Lydia per un trapianto totale di corpo.
49. Super Zeroes: Beetlejuice cerca di trarre profitto dalla moda dei supereroi che impazza ad Assurdopoli diventando UltraBeetleMan. Con Lydia come sua collaboratrice, UBM si propone di contrastare il crimine. All'improvviso, Mt. Gushmore, Scumdon Bridge, i Falles Arches of Triumph, la Awful Tower e Lydia sono sconfitti da quattro minacciosi imprenditori.
50. Beetlegeezer: Lydia tratta sua nonna come se fosse troppo vecchia per fare qualsiasi cosa e la nonna si stanca di lei. Con l'aiuto di Beetlejuice, la nonna Deetz porta tutti gli altri insoddisfatti abitanti della vecchia patria in un selvaggio tour ad Assurdopoli.
51. A very Grimm Fairy Tale: Beetlejuice è obbligato a raccontare ai Sappy Faced Ghouls una fiaba, e loro non vogliono sentirne una che già conoscono. BJ inizia a inventare una storia sul momento, presentando sé stesso, Lydia, Flubbo e altri personaggi di Assurdopoli.
52. Wizard Of Ooze:
53. What Makes BJ Run
54. The Chromozome
55. It's a Big, Big, Big, Big Ape
56. The Neatherworld's Least Wanted
57. Don't Beetlejuice & Drive
58. Robbin Juice of Sherweird Forest
59. Midnight Scum
60. Gold Rush Fever
61. Relatively Pesty
62. King BJ
63. Catmandu Got His Tongue
64. Journey To The Center Of The Neitherworld
65. Not so Peaceful Pines